# Barbara Gawryluk
Barbara Gawryluk, född 19 maj 1957 i Kraków, är en polsk barn- och ungdomsförfattare, journalist samt översättare av barn- och ungdomsböcker från svenska till polska.

## Biografi
När Gawryluk växte upp hade hon alltid tillgång till böcker. Hon lärde sig läsa innan hon började förskolan och hon var en flitig biblioteksbesökare. Hon läste äventyrsböcker som handlade om barn och djur, inte sagor och fantasy. Utifrån sina två barns önskemål om vad böcker ska handla om, men även sin egen bakgrund som journalist, bygger hon sina böcker på riktiga, gärna nutida händelser som hon utvecklar till berättelser. Ofta handlar de just om barn och djur.
Gawryluk har studerat svensk språkvetenskap och tagit examen i svenska på Jagellonska universitetet i Kraków, samt även utbildat sig till journalist. Sedan 1992 arbetar hon på Radio Kraków.
I november 2017 var Gawryluk inbjuden av Internationella biblioteket (IB) i Stockholm, för att delta i den årliga barnboksveckan som ordnas med stöd från Statens kulturråd. Hon besökte  bibliotek i Stockholm, Borås, Eskilstuna och Söderköping samt Poloniacenter (Centrum Polonijne) i Göteborg och Marieborgs folkhögskola i Norrköping för att prata om barn- och ungdomslitteratur och om sitt liv som författare och journalist i ett föränderligt Polen.
Som journalist har hon arbetat på Radio Kraków sedan 1992. Hon är numera ansvarig för de litterära programmen "Tomy i tomiki", "Koło Kultury" och programmet "Alfabet" om litteratur för barn och ungdomar.

I programmet "Alfabet" intervjuas författare, illustratörer och förläggare, föräldrar får tips om böcker till sina barn och en grupp barn deltar i programmen för att berätta vad de tycker om böcker de läst.

## Författare

### Böcker för barn- och ungdomar
Som författare har Gawryluk under åren 2004–2018 skrivit och fått ca 30 barn- och ungdomsböcker utgivna på polska.
Flera av hennes titlar har uppmärksammats i olika prissammanhang, bl.a. titlarna Dżok: legenda o psiej wierności, en berättelse om en extraordinär hund och Zuzanka z pistacjowego domu, om en 8-årig hjältinna som efter föräldrarnas skilsmässa försöker börja ett nytt liv .

### Böcker för vuxna
År 2016 kom Gawryluk ut med en bok för vuxna, Wanda Chotomska. Nie mam nic do ukrycia (betyder: Wanda Chotomska. Jag har inget att dölja. Boken finns inte på svenska (maj 2018)). Det är den första biografin om en av de främsta polska barnboksförfattarna.

## Priser och utmärkelser
Gawryluk har blivit extra uppmärksammad för några av sina böcker.
- År 2007 blev hon utvald av en barnjury i tävlingen DONG för boken Dżok. Legenda o psiej wierności.
- År 2010 fick hon Kornel Makuszyński-priset för boken ”Zuzanka z pistacjowego domu”. Det är ett nationellt litteraturpris till en nutida författare som skriver för barn.
- År 2010 fick hon pris från den polska sektionen av IBBY (International Board on Books for Young People) för att hon sprider och populariserar läsning bland barn och unga genom radioprogrammet ”Książka na szóstkę” (ett uttryck som betyder Den bästa boken)
- År 2012 fick hon ett hedersomnämnande för boken ”Dżok. Legenda o psiej wierności” i samband med att ABCXXI-stiftelsen röstade fram den till en av de viktigaste böckerna under den 10-åriga kampanjen "Cała Polska czyta dzieciom" ( betyder Hela Polen läser för barn).
- År 2014 tilldelades hon det internationella priset EENA 112 Award (European Emergency Number Association) för sin bok Mali bohaterowie.[5].
- I december 2016 utsågs Wanda Chotomska. Nie mam nic do ukrycia till Månadens bok av Krakóws kulturcentrum.

### Översättningar
Som översättare av svenska barnböcker till polska har Gawryluk översatt nästan 50 svenska barnböcker av åtta författare.
- Martin Widmark, bland annat serien om LasseMajas Detektivbyrå,
- Per Olov Enquists barnboksdebut De tre grottornas berg.[5][8],
- Moni Nilsson: böcker om Tsatsiki samt serien Äventyr i Paradiset.
- Ulf Nilssons Kommissarie Gordon. Sista fallet?.
- Stefan Castas bok Spelar död.
- Birgitta Stenberg: tre böcker om Billy.
- Pernilla Stalfelt: Kärlekboken och Läskiga boken.
- Lotta Geffenblads bok Astons presenter.